# Середній Шварцвальд

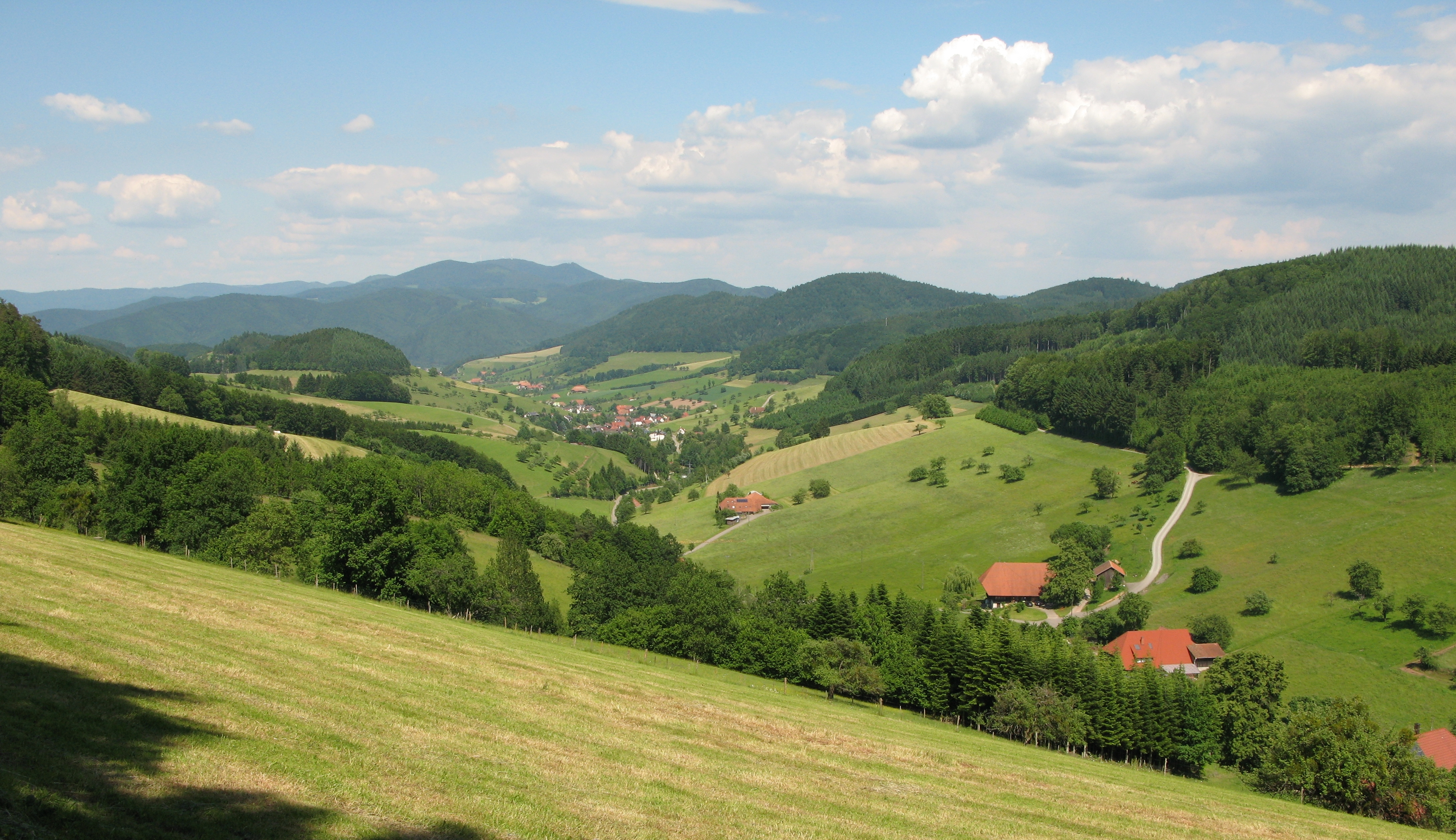
Типовий ландшафт долини Кінциг: вид на Вельшенштайнах до Бранденкопфа (945 м)

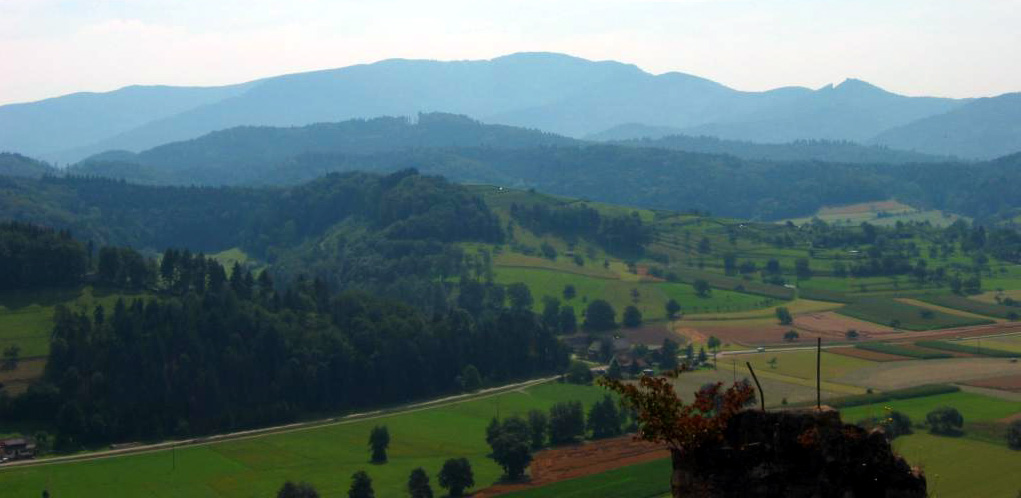
Кандель (1241 м) з північного заходу (Гохбург)

Середній Шварцвальд (нім. Mittlerer Schwarzwald) — природна та культурна частина Шварцвальду, Баден-Вюртемберг, Німеччина. 
Загалом термін відноситься до регіону глибоко врізаних долин від долини Ренч і південних передгір'їв Кнібісу на півночі до району Фрайбурга та Донауешингена на півдні. 
Його найвища частина, яка знаходиться на південний схід від долини Ельц, також є частиною Високого Шварцвальду. 

## Географія
Домінуюча система долин Кінцигу прорізає Середній Шварцвальд зі сходу на захід. 
Визначними вершинами є Кандель (1241 м), Вайстанненгее (1190 м), Оберек (1177 м), Рорхардсберг (1152 м), Бренд (1149 м), Штоклевальд (1067 м) і Моосвальдкопф (887 м). на південь від Кінцигу, а також Бранденкопф (945 м) і Леттстедтер-Гее ( 960 м ) на північ від Кінцигу.

## Геологія
Переважають гнейси і граніти. 
На відміну від Північного Шварцвальду, бунтерський пісковик з його платоподібними формами гір зберігся лише в кількох місцях на сході. 
В інших місцях ландшафт представлено вузькими хребтами та дном долин або, особливо на південному сході чи навіть у останцях, горбистими високогірними долинними ландшафтами.
Середня висота Центрального Шварцвальду значно нижча, ніж у Північному та Південному Шварцвальді. 
Проте відносні висоти однакові; круті схили гір можуть підніматися на 700 метрів над дном долини (наприклад, у долині Вільд-Гутах).

## Значні ландшафти та пам'ятки природи
- Ґлоттерталь
- Долина Ельцу
- Симонсвельдер-Таль, (Вільд-Гутах[en])
- Долина Бернек, ущелина у верхній частині Шильтаха[en]
- Ущелина Костгфелль[de]
- Водоспад Триберг[en]
- Цверибахські водоспади[de]
- Водоспад Бургбах[en]
- Гласвальдзе[en], озеро біля Леттстедтер-Гее

## Визначні поселення та пам'ятки культури
- Шварцвальдський музей просто неба, Вогтсбауернгоф
- Німецький музей годинників, Фуртванген
- Дерев'яні міста Шильтах і Гаслах-ім-Кінцигталь
- Вольфах, гутальня і старий квартал міста
- Генгенбах, колись вільне імперське місто (старе місто з абатством і міськими укріпленнями)
- Альпірсбах, романське абатство (побудоване приблизно з 1050 року), одне з небагатьох збережених у стилі Гірзауер
- Целль-ам-Гармерсбах, колишнє найменше вільне імперське місто Священної Римської імперії , дерев’яні будинки та югендштіль[en]
- Шрамберг, важливе промислове місто Середнього Шварцвальду
- Монастир Св. Петра[en] з бароковою бібліотекою та церквою абатства
- Філлінген-Швеннінген, найбільше місто на схолі Середнього Шварцвальду
- Тріберг з його водоспадами[en] і Шварцвальдським краєзнавчим музеєм
- Занкт-Георген-ім-Шварцвальд з музеєм фонограм